# Eleição municipal de Belém em 2020
A eleição municipal da cidade de Belém em 2020 ocorreram no dia 15 de novembro (primeiro turno) e 29 de novembro (segundo turno, se necessário), com o objetivo de eleger um prefeito, um vice-prefeito e 35 vereadores responsáveis pela administração da cidade, que se iniciará em 1° de janeiro de 2021 e com término em 31 de dezembro de 2024. O processo eleitoral de 2020 está marcado pela sucessão para o cargo ocupado pelo atual prefeito Zenaldo Coutinho, do Partido da Social Democracia Brasileira (PSDB), que não poderá disputar a reeleição, visto que foi eleito em duas ocasiões: 2012 e 2016, assumindo assim o cargo por duas vezes consecutivas. As eleições acontecem em meio ao contexto da Pandemia de COVID-19 e também ocasionada pelos inúmeros embates entre o Governo Estadual e a Prefeitura de Belém. É a primeira eleição desde 2000 a não conter mulheres na corrida para o Palácio Antônio Lemos no cargo de prefeito.
Originalmente, as eleições ocorreriam em 4 de outubro (primeiro turno) e 25 de outubro (segundo turno) (para cidades com mais de 200 mil eleitores), porém, com o agravamento da pandemia do novo coronavírus (SARS-CoV-2), causador da Covid-19, as datas foram modificadas com a promulgação da Emenda Constitucional nº 107/2020.
Com 51,76% dos votos válidos, Edmilson Rodrigues (PSOL) é eleito prefeito de Belém pelo terceiro mandato após 16 anos, vencendo em segundo turno o candidato Everaldo Eguchi (Patriota). O pleito foi um dos mais rápidos do Brasil, atingindo 98% das urnas apuradas por volta de 17h40min.

## Contexto político e pandemia
As eleições municipais de 2020 estão sendo marcadas, antes mesmo de iniciada a campanha oficial, pela pandemia do coronavírus SARS-CoV-2 (causador da COVID-19), o que está fazendo com que os partidos remodelem suas metodologias de pré-campanha. O Tribunal Superior Eleitoral (TSE) autorizou os partidos a realizarem as convenções para escolha de candidatos aos escrutínios por meio de plataformas digitais de transmissão, para evitar aglomerações que possam proliferar o vírus. Alguns partidos recorreram a mídias digitais para lançar suas pré-candidaturas.
Além disso, a partir deste pleito, será colocada em prática a Emenda Constitucional 97/2017, que proíbe a celebração de coligações partidárias para as eleições legislativas, o que pode gerar um inchaço de candidatos ao legislativo. Conforme reportagem publicada pelo jornal Brasil de Fato em 11 de fevereiro de 2020, o país poderá ultrapassar a marca de 1 milhão de candidatos a prefeito, vice-prefeito e vereador neste escrutínio, o que não seria necessariamente bom, na opinião do professor Carlos Machado, da UnB (Universidade de Brasília): “Temos o hábito de criticar de forma intensa a coligação partidária, sem parar para refletir sobre os elementos positivos dela. O número de candidatos que um partido pode apresentar numa eleição, varia se ele estiver dentro de uma coligação, porque quando os partidos participam de uma coligação, eles são considerados como um único partido", afirmou Machado na reportagem.
Em 5 de novembro de 2020, o TRE-PA aprovou a pedido do Ministério Público uma resolução que proíbe a realização de atos presenciais como carreatas, comícios, caminhadas que causem aglomeração como uma forma de conter o avanço da COVID-19. Antes disso, o MP havia recomendado aos candidatos que sigam as medidas de segurança contra a COVID-19. 

## Contexto político local
O pleito em Belém ocorre dois anos após a eleição de Jair Bolsonaro e Helder Barbalho, além de senadores e deputados.
As eleições ocorrem nas divisões de três grupos. O primeiro que é composto pela parte de apoio ao governador Helder Barbalho, que lançou a candidatura do deputado federal José Priante (MDB) pela terceira vez. Também fazem parte do grupo: Vavá Martins (Republicanos) e Gustavo Sefer (PSD). O segundo grupo é ligado ao nicho tucano que decidiu escalar o nome do deputado estadual, Thiago Araújo (Cidadania). Também faz parte desse grupo, o deputado federal Cássio Andrade (PSB). Já o terceiro grupo, é independente, sem ligação aos dois grupos citados, como é o caso de Edmilson Rodrigues (PSOL), Cleber Rabelo (PSTU), Everaldo Eguchi (Patriota), Mário Couto (PRTB), Jair Lopes (PCO), José Jerônimo (PMB) e Guilherme Lessa (PTC).

### BRT Belém
Em um relatório da Controladoria Geral da União (CGU), publicado em 22 de março de 2017, foi apontado um rombo de R$40,9 milhões em superfaturamento nas obras do BRT Belém, que já vivia com uma enorme polêmica desde 2013 por conta de irregularidades no projeto, iniciado ainda na gestão de Duciomar Costa (PTB) em 2011, além de constante lentidão no andamento das obras, fora paralisada diversas vezes por conta das denúncias de irregularidades, até serem retomadas em definitivo em 2015. A auditoria descrita no relatório contém dados de fiscalizações feitas até 2016. O trabalho identificou problemas no projeto básico, deficiências no controle, subrepreço em vários serviços, cobrança de serviços não realizados e preços incompatíveis com o porte da obra. Por conta disso, em 26 de março de 2018, foi protocolada na câmara dos vereadores o pedido de abertura de uma Comissão de Inquérito Parlamentar (CPI) com relação aos gastos das obras do BRT. Em votação realizada em 8 de abril de 2018, foi arquivado o pedido de abertura da CPI por unanimidade pela Comissão de Justiça, Legislação e Redação de Leis, que alegou o não preenchimento dos requisitos obrigatórios previstos na Constituição Federal. Sobre as denúncias apontadas pela CGU, a prefeitura de Belém disse na época que todos os questionamentos apontados foram respondidos ainda no primeiro semestre de 2017 e que, em fevereiro de 2014, encaminhou todo o processo licitatório para análise do Tribunal de Contas dos Municípios (TCM), Ministério Público Estadual (MPPA), Ministério Público Federal (MPF) que encaminhou o documento para a CGU. A Prefeitura havia dito ainda que todos os serviços pagos foram realizados e que continuaria à disposição para divulgar informações sérias e transparentes. Antes disso, um parecer da Câmara Municipal de Belém teria negado o pedido de abertura do inquérito por falta de assinatura dos parlamentares. De 35 parlamentares, um terço dos vereadores teriam que assinar o requerimento. Das doze assinaturas precisas para o pedido, só houve nove.
A obra teve a primeira parte entregue em 1.° de julho de 2016, com um passeio inaugural, além do oferecimento de gratuidades, o que levou a dar início a uma denúncia do MP-PA contra o prefeito Zenaldo Coutinho, sob acusação de propaganda eleitoral antecipada, já que naquele ano disputava a reeleição.Após diversos adiamentos quanto a conclusão das obras, o projeto foi concluído em janeiro de 2020, com as operações ainda em fase experimental.
Em 2017, a coligação "Juntos pela Mudança" do então candidato Edmilson Rodrigues (PSOL), anexou no Tribunal Regional Eleitoral (TRE), o pedido de cassação de Zenaldo e de seu vice Orlando Reis (na época do PSB), sob alegação de campanha eleitoral antecipada. O Ministério Publico (MP) também havia se manifestado pelo reconhecimento do abuso de poder político e conduta vedada pelo prefeito, com aplicação das sanções de cassação do diploma, inelegibilidade e multa. No entanto, em 20 de agosto de 2020, o TRE-PA decidiu acatar o recurso proposto por Zenaldo e rejeitou a cassação de seu mandato e do seu vice, porém, ambos foram condenados a pagar uma multa de R$60 mil devido a promoção de gratuidade do serviço do BRT em ano eleitoral. O prefeito anunciou que iria recorrer da decisão.

## Convenções partidárias
A escolha dos candidatos à Prefeitura de Belém é oficializada durante as convenções partidárias, que ocorrem excepcionalmente neste pleito entre 31 de agosto a 16 de setembro, período definido pela Emenda Constitucional nº 107 de 2020. Válido para todos os partidos políticos, o prazo garante a isonomia entre as legendas e é o momento em que os partidos escolhem quais filiados podem pedir o registro de candidatura e se disputarão a eleição coligados com outras legendas.
Nota: a tabela a seguir está organizada por ordem cronológica de realização das convenções.
| Data           | Partido                                               | Definição da convenção |
| -------------- | ----------------------------------------------------- | --- |
| 31 de agosto   | Partido Novo (NOVO)                                   | Lançar apenas candidatos a vereador, não declarando apoio a nenhum candidato a prefeito.                                                          |
| 31 de agosto   | Partido da Mulher Brasileira (PMB)                    | Lançamento da candidatura de José Jerônimo a prefeito e de Ana Paula Andrade como sua vice e apresentar os candidatos a vereador.                 |
| 2 de setembro  | Democratas (DEM)                                      | Declarar apoio a Thiago Araújo (Cidadania). |
| 2 de setembro  | Partido Verde (PV)                                    | Declarar apoio a Thiago Araújo (Cidadania). |
| 2 de setembro  | Partido da Mobilização Nacional (PMN)                 | Declarar apoio a Thiago Araújo (Cidadania). |
| 3 de setembro  | Partido Democrático Trabalhista (PDT)                 | Declarar apoio a Edmilson Rodrigues (PSOL) e apresentar os candidatos a vereador.                                                                 |
| 4 de setembro  | Partido Renovador Trabalhista Brasileiro (PRTB)       | Lançar Mário Couto como candidato a prefeito e apresentar candidatos a vereador.                                                                  |
| 10 de setembro | Rede Sustentabilidade (REDE)                          | Declarar apoio a Edmilson Rodrigues (PSOL) e apresentar os candidatos a vereador.                                                                 |
| 11 de setembro | Partido Socialista dos Trabalhadores Unificado (PSTU) | Lançar Cleber Rabelo como candidato a prefeito e Seu Alex como vice. Apresentar apenas a candidatura de Benedita do Amaral ao cargo de vereadora. |
| 12 de setembro | Patriota                                              | Lançar a candidatura de Everaldo Eguchi e apresentar os 53 candidatos a vereador.                                                                 |
| 12 de setembro | Podemos (PODE)                                        | Declarar apoio a José Priante (MDB) e apresentar os candidatos a vereador.                                                                        |
| 13 de setembro | Republicanos                                          | Lançar a candidatura de Vavá Martins a prefeito e Sargento Gonçalves como vice e apresentar os candidatos a vereador.                             |
| 14 de setembro | Partido Comunista do Brasil (PCdoB)                   | Declarar apoio a Edmilson Rodrigues (PSOL) e apresentar os candidatos a vereador.                                                                 |
| 14 de setembro | Partido Trabalhista Cristão (PTC)                     | Lançar a candidatura de Guilherme Lessa a prefeito e da Major Diamantina como vice e apresentar seus candidatos a vereador.                       |
| 15 de setembro | Partido Liberal (PL)                                  | Declarar apoio a José Priante (MDB) e apresentar os candidatos a vereador.                                                                        |
| 15 de setembro | Partido Trabalhista Brasileiro (PTB)                  | Declarar apoio a José Priante (MDB) e apresentar os candidatos a vereador.                                                                        |
| 15 de setembro | Unidade Popular (UP)                                  | Declarar apoio a Edmilson Rodrigues (PSOL) e apresentar os candidatos a vereador.                                                                 |
| 15 de setembro | Avante                                                | Declarar apoio a Cássio Andrade (PSB) e apresentar os candidatos a vereador.                                                                      |
| 16 de setembro | Movimento Democrático Brasileiro (MDB)                | Lançar a candidatura de José Priante a prefeito e de Patrícia Queiroz (PSC) como vice e apresentar os candidatos a vereador.                      |
| 16 de setembro | Partido Social Cristão (PSC)                          | Declarar apoio a José Priante (MDB), lançar o nome de Patrícia Queiroz como vice na chapa e apresentar os candidatos a vereador.                  |
| 16 de setembro | Partido Social Liberal (PSL)                          | Declarar apoio a José Priante (MDB) e apresentar os candidatos a vereador.                                                                        |
| 16 de setembro | Democracia Cristã (DC)                                | Declarar apoio a José Priante (MDB) e apresentar os candidatos a vereador.                                                                        |
| 16 de setembro | Cidadania                                             | Lançar a candidatura de Thiago Araújo a prefeito e de Mary Muniz (PSDB) como vice e apresentar os candidatos a vereador.                          |
| 16 de setembro | Partido da Social Democracia Brasileira (PSDB)        | Declarar apoio a Thiago Araújo (Cidadania), lançar Mary Muniz como vice na chapa e apresentar os candidatos a vereador.                           |
| 16 de setembro | Partido Socialismo e Liberdade (PSOL)                 | Lançar a candidatura de Edmilson Rodrigues a prefeito e Edilson Moura (PT) como vice e apresentar os candidatos a vereador.                       |
| 16 de setembro | Partido dos Trabalhadores (PT)                        | Declarar apoio a Edmilson Rodrigues (PSOL), lançar Edilson Moura como vice da chapa e apresentar seus candidatos a vereador.                      |
| 16 de setembro | Partido Socialista Brasileiro (PSB)                   | Lançar a candidatura de Cássio Andrade a prefeito e de Max Lima (PROS) como vice e apresentar os candidatos a vereador.                           |
| 16 de setembro | Partido Republicano da Ordem Social (PROS)            | Declarar apoio a Cássio Andrade (PSB), lançar Max Lima como vice e apresentar os candidatos a vereador.                                           |
| 16 de setembro | Solidariedade                                         | Declarar apoio a Cássio Andrade (PSB) e lançar os candidatos a vereador.                                                                          |
| 16 de setembro | Progressistas (PP)                                    | Retirar a candidatura de Jefferson Lima a prefeitura de Belém, declarar apoio a Gustavo Sefer (PSD) e apresentar os candidatos a vereador.        |
| 16 de setembro | Partido Social Democrático (PSD)                      | Definir o candidato a prefeito e vice e apresentar os candidatos a vereador.                                                                      |
| 16 de setembro | Partido da Causa Operária (PCO)                       | Lançar o nome de Jair Lopes como candidato a prefeito e do Professor Cristiano Sobral como vice.                                                  |

## Candidatos
| Candidato(a) a prefeito(a) | Candidato(a) a prefeito(a) | Candidato(a) a prefeito(a) | Candidato(a) a vice-prefeito(a) | Nº | Coligação/Partido | Tempo de horário eleitoral |
| --- | --- | --- | --- | --- | --- | -------------------------- |
| | | Thiago Araújo Cidadania | Mary Muniz PSDB | 23 | Renova Belém Cidadania, PSDB, DEM, PV, PMN | 1 min e 24 s               |
| | | Vavá Martins Republicanos | Sargento Gonçalves Republicanos | 10 | Republicanos | 41 segundos                |
| | | Gustavo Sefer PSD | Alexandre Padilla PP | 55 | Frente Democrática Reconstruir Belém PSD, PP | 1 min e 27 s               |
| | | Edmilson Rodrigues PSOL | Edilson Moura PT | 50 | Belém de Novas Ideias PSOL, PT, PDT, Rede, PCdoB, UP                                                                                            | 1 min e 59 s               |
| | | José Priante MDB | Patrícia Queiroz PSC | 15 | Juntos por Belém MDB, PSC, PL, PODE, DC, PTB, PSL                                                                                               | 2 min e 55 s               |
| | | Everaldo Eguchi Patriota | Sargento Quemer Patriota | 51 | Patriota | 18 segundos                |
| | | Cássio Andrade PSB | Max Lima PROS | 40 | Inovar para Mudar PSB, PROS, Avante, Solidariedade                                                                                              | 1 min e 13 s               |
| | | Mário Couto PRTB | Alexandre Sotão PRTB1 | 28 | Partido Renovador Trabalhista Brasileiro PRTB                                                                                                   | Não possui                 |
| | | Guilherme Lessa PTC | Major Diamantina PTC | 36 | Partido Trabalhista Cristão PTC | Não possui                 |
| | | Dr. Jerônimo PMB | Ana Paula Favacho PMB | 35 | Partido da Mulher Brasileira PMB | Não possui                 |
| | | Jair Lopes PCO | Cristiano Sobral PCO | 29 | Partido da Causa Operária PCO | Não possui                 |
| | | Cleber Rabelo PSTU | Seu Alex PSTU | 16 | Partido Socialista dos Trabalhadores Unificado PSTU                                                                                             | Não possui                 |
| Apresentação de acordo com a ordem da propaganda eleitoral e representação partidária ↑1 - Substitui Samir Tadeu (PRTB) como candidato na chapa | Apresentação de acordo com a ordem da propaganda eleitoral e representação partidária ↑1 - Substitui Samir Tadeu (PRTB) como candidato na chapa | Apresentação de acordo com a ordem da propaganda eleitoral e representação partidária ↑1 - Substitui Samir Tadeu (PRTB) como candidato na chapa | Apresentação de acordo com a ordem da propaganda eleitoral e representação partidária ↑1 - Substitui Samir Tadeu (PRTB) como candidato na chapa | Apresentação de acordo com a ordem da propaganda eleitoral e representação partidária ↑1 - Substitui Samir Tadeu (PRTB) como candidato na chapa | Apresentação de acordo com a ordem da propaganda eleitoral e representação partidária ↑1 - Substitui Samir Tadeu (PRTB) como candidato na chapa | Sobras: 0:03               |

### Ocorrências
Em 15 de outubro de 2020, durante uma caminhada no Curió-Utinga, o candidato a reeleição ao cargo de vereador Sargento Silvano (PSD), foi filmado tentando invadir a casa de um morador após o mesmo ter jogado um copo de água na equipe e no candidato. Depois, o vereador teria emitido ameaças ao morador através de um carro de som, além de depredar o automóvel do próprio, causando um tumulto no local. Em um esclarecimento nas redes sociais, Silvano acusa o morador de ter jogado ovos e excrementos humanos na sua esposa e em toda sua comitiva.
Em 21 de outubro, um vídeo de um candidato a vereador pelo Partido Verde (PV), chamado André Doug, circulou nas redes sociais, onde dizia que iria roubar para beber com os amigos. Após a repercussão do caso, o candidato pediu desculpas, mas o presidente estadual do partido, Zé Carlos, anunciou a sua expulsão do partido junto a um processo no TRE, bem como o seu veto nas propagandas partidárias.
Na madrugada de 23 de outubro de 2020, a candidata a vice-prefeita, Patrícia Queiroz (PSC), foi alvo de um atentado em sua residência no bairro da Marambaia com dois tiros sendo disparados em direção a sua casa. Ninguém ficou ferido. Em nota, a coligação "Juntos por Belém", de José Priante (MDB), lamentou o ocorrido e disse que irá prestar todo apoio a candidata e aos familiares.

## Campanhas

### Edmilson Rodrigues (PSOL)

#### Primeiro turno
Em 17 de julho de 2020, o PSOL escolhe pela terceira vez o nome do ex-prefeito de Belém e deputado federal Edmilson Rodrigues. Edmilson foi prefeito de Belém entre os anos de 1997 e 2004. Sua vice inicialmente era a economista, ex-secretária de economia e ex-vereadora, Ivanise Coelho do PT. Porém, em 11 de setembro, Ivanise anuncia a saída do pleito por problemas de saúde, sendo substituída pelo professor, ex-secretário de Cultura e ex-deputado estadual, Edilson Moura no dia 12 de setembro, também do PT. Conta com o apoio do Partido dos Trabalhadores (PT), Partido Democrático Trabalhista (PDT), Partido Comunista do Brasil (PCdoB), Rede Sustentabilidade (REDE) e Unidade Popular (UP), além do apoio informal do Partido Comunista Brasileiro (PCB).
O plano de governo do candidato é dividido em eixos estratégicos. O primeiro é gestão democrática e participativa, incluindo criação de plataforma para colaboração ampla; políticas urbanas e ambientais, tratando de acesso à moradia, atendimento de famílias chefiadas por mulheres, modernização da política de habitação social, além da preservação do patrimônio da cidade, saneamento descentralizado e gestão democrática do trânsito.
Outro eixo é a economia criativa, que entre os projetos estão corredores inteligentes para estimular geração de emprego e renda. No eixo de políticas sociais e direitos, o plano cita implantação da rede de telemedicina, criação da primeira maternidade municipal e o projeto Padre Bruno Secchi para serviços socioassistenciais. O eixo cidadania cultural e comunicação fala da política de financiamento da cultura e implantação do sistema municipal de cultura.
Nas pesquisas do primeiro turno, Edmilson se mantinha na liderança isolada acima de 30%, enquanto que os demais candidatos brigavam pelo segundo lugar com vários empates dentro da margem de erro. Mesmo liderando também na rejeição com diferenças pequenas contra Priante (MDB), Edmilson liderava positivamente entre os jovens e as mulheres, tendo inclusive mais força nas redes sociais.

#### Segundo turno
Edmilson chegou ao segundo turno com 34,22% dos votos válidos, vencendo em quase todas as zonas eleitorais, com exceção da 76ª zona eleitoral, correspondente aos bairros de Nazaré, Fátima e Marco. Obteve apoio do candidato derrotado Cássio Andrade (PSB), de diretórios municipais e estaduais de partidos políticos como o Cidadania e o PV, além de parlamentares do Podemos e PTC e de grandes artistas nacionais e locais como as cantoras Fafá de Belém, Gretchen e Gaby Amarantos. No caso da segunda, a mesma chegou a ser alvo de uma notícia falsa de um suposto pagamento de 100 mil reais pela campanha pelo apoio, o que foi negado pela própria, além de participar de caminhadas pelas ruas.

### Everaldo Eguchi (Patriota)

#### Primeiro Turno
O Patriota lançou em 22 de agosto de 2020, o nome do delegado federal Everaldo Eguchi como candidato a prefeito e do Sargento da Polícia Militar, Edemberg Quemer, mais conhecido como Sargento Quemer. O candidato não fez coligação.
O programa do candidato começa estabelecendo estratégias de combate a corrupção, com divulgação de informações por meio de plataformas eletrônicas e promoção de treinamentos. Entre as propostas também há implantação de planos para elevar Belém ao conceito de "cidade inteligente". No saneamento básico, o candidato prevê a ampliação de domicílios atendidos pela rede de abastecimento de água.
Delegado Eguchi pretende promover parcerias público-privadas para substituir os aterros sanitários pelas usinas de biodigestores para gerar energia através de esgoto e lixo. O programa ainda prevê a construção de elevados na capital e a implantação do Projeto Municipal de Escolas Cívico-Militares. Também está no programa a criação da telemedicina permanente.
Nas pesquisas de opinião, Eguchi obtinha índices entre 3% e 7%, tendo um salto para 13% na véspera das eleições, também tendo vários empates na margem de erro com os demais candidatos.

#### Segundo turno
Delegado Eguchi chegou ao segundo turno com 23,06%. A vitória na 76ª zona eleitoral foi o principal fator pelo acesso para o segundo turno. Obteve o apoio do candidato derrotado José Jerônimo (PMB), de políticos ligados aos partidos DEM e PSDB, além do diretório municipal e estadual do Solidariedade e do deputado Joaquim Passarinho (PSD), de lideranças evangélicas e parte do mundo artístico local. Chegou também a ter o apoio do Presidente da República, Jair Bolsonaro (na época sem partido). A campanha ficou marcada por declarações polêmicas, além de grande rejeição em feiras, sendo recebido com vaias durante as caminhadas nesses locais.

### José Priante (MDB)
Em 20 de agosto de 2020, o MDB escolhe pela terceira vez o nome do deputado federal José Priante como candidato a prefeito. Priante disputou as eleições no ano de 2008, chegando a ir ao segundo turno e em 2012. Trás como vice a pastora e cantora gospel Patrícia Queiroz do PSC. Teve o apoio do Partido Social Cristão (PSC), Partido Liberal (PL), Partido Trabalhista Brasileiro (PTB), Partido Social Liberal (PSL), Podemos e Democracia Cristã (DC).
Tem como proposta no seu plano de governo a ampliação de vagas em creches e pré-escolas no município, além de escolas tempo integral como prioridade para as regiões de maior fragilidade socioeconômica. Para a administração pública, o candidato espera reforçar os instrumentos de controle interno para prevenir e combater práticas danosas ao interesse público e alinhar todos os programas e projetos às plataformas de gestão municipais e do governo federal para melhorar a captação de recursos nacionais e internacionais.
Para a economia local, Priante pretende fortalecer parcerias com o sistema S para capacitação de empreendedores e implantar e regulamentar a Lei Geral Municipal das Micros e Pequenas Empresas. Aumentar o efetivo policial e emparelhamento da Guarda Municipal fortalecer a segurança nos bairros da capital. E, por último, construir unidades básicas de saúde, instituir o atendimento de urgência 24 horas em todos os distritos administrativos e reduzir a mortalidade infantil como proposta no seu plano de governo a ampliação de vagas em creches e pré-escolas no município, além de escolas tempo integral como prioridade para as regiões de maior fragilidade socioeconômica.
Nas pesquisas de opinião, era cotado para ir ao segundo turno por oscilar entre 15% e 20% das intenções de voto, terminando o pleito em terceiro lugar com 17,03%.

### Thiago Araújo (Cidadania)
Em 21 de agosto de 2020, o Cidadania escolhe o deputado estadual Thiago Araújo como candidato a prefeito, trazendo como vice a ex-servidora do Núcleo de Atendimento as Comunidades (NAC) e ex-pré candidata a vereadora, Marinalva Muniz, mais conhecida como Mary Muniz pelo PSDB, após o partido desistir das pré-candidaturas do deputado estadual Victor Dias e do deputado federal Celso Sabino. Conseguiu o apoio do Partido da Social Democracia Brasileira (PSDB), Democratas (DEM), Partido da Mobilização Nacional (PMN) e Partido Verde (PV).
A plataforma de governo do candidato mira na criação do programa Renda Belém, para beneficiar mais de quatro mil famílias com benefício mensal de R$ 300 para o estímulo ao empreendedorismo e retorno ao mercado de trabalho.
Para recuperação fiscal do município, o candidato pretende realizar uma reestruturação administrativa e diminuição dos gastos públicos e fortalecer a parceria público-privado, além da elaboração do plano de metas pra o município. Na educação, ampliar a rede de creches e escolas e melhorar a condição de trabalho dos professores. Por fim, a plataforma de governo quer priorizar a atenção primária à saúde com universalidade, equidade e integralidade para o sistema.

### Cássio Andrade (PSB)
Em 6 de agosto de 2020, o PSB escolhe o deputado federal Cássio Andrade como candidato a prefeito, trazendo como vice o Pastor Max Lima do PROS. Teve o apoio do Partido Republicano da Ordem Social (PROS), Avante e Solidariedade.
As propostas do programa do candidato estão divididas em quatro eixos: pessoas, cidade, economia/gestão e futuro de Belém. Entre as promessas para a educação estão a inclusão da temática do empreendedorismo e educação financeira nas escolas municipais e a implantação de escolas bilíngues. O programa promete criar um centro de referência para saúde do homem, além de realizar mutirões de cirurgias eletivas de média complexidade.
Cássio Andrade ainda fala em criação de um parque gastronômico popular, implantação de uma caravana de cultura pelos bairros, para fomento itinerante. O programa também prevê reestruturação do entorno da orla de Mosqueiro, Outeiro e Icoaraci, além a da abertura da orla de Belém, em parceria com a iniciativa privada. O documento também lista a conclusão do BRT, a ampliação de ciclovias e ciclofaixas, a criação de uma secretaria de segurança municipal, a implantação do "Samu Animal" e a climatização da frota de transporte publico da capital.

### Gustavo Sefer (PSD)
Em 16 de setembro de 2020, o PSD escolhe o deputado estadual Gustavo Sefer como candidato a prefeito, trazendo como vice o advogado Alexandre Padilla do PP, que substitui o ex-presidente do Clube do Remo Marco Pina, que desistiu da disputa por problemas pessoais. Conta apenas o apoio do Progressistas (PP), que decidiu recusar o nome do radialista Jefferson Lima como candidato a prefeito, revertendo o apoio a Sefer.
A plataforma de governo municipal de Sefer se apoia basicamente na tentativa de zerar as filas da busca por atendimentos na saúde básica da cidade e a criação de um programa de planejamento familiar voluntário. Para a mobilidade urbana, o candidato apoia a construção de um metroviário e melhorar o transporte fluvial e a acessibilidade na cidade.
Na educação o destaque está para a valorização salarial dos professores e ampliar para 100 o número de escolas de tempo integral. Gustavo Sefer pretende congelar o IPTU.

### Vavá Martins (Republicanos)
O Republicanos oficializou em 13 de setembro de 2020, o nome do radialista e deputado federal Vavá Martins e do Sargento da Polícia Militar, Carlos Gonçalves, mais conhecido como Sargento Gonçalves. O candidato não apresentou coligação.
Na segurança, Vavá Martins pretende unificar a Guarda Municipal e a Defesa Civil em uma única secretaria de segurança. Na saúde, a plataforma de governo visa agilizar a marcação de consultas e exames utilizando aplicativos interativos e fortalecer e estruturar as UPAS, além de ampliar a rede de saneamento básico da cidade. Por fim, na educação, ampliar o acesso de crianças às escolas de tempo integral e creches.
O plano de governo do candidato consiste na melhoria da qualidade de vida dos cidadãos no campo ambiental, social, educação e segurança. Na área de urbanização, ambiental e sustentabilidade, o candidato pretende impa de crédito de carbono, redução dos poluentes no ar, e também direcionar os investimentos gerados a projetos ambientais e de urbanização.
Na segurança, Vavá Martins pretende unificar a Guarda Municipal e a Defesa Civil em uma única secretaria de segurança. Na saúde, a plataforma de governo visa agilizar a marcação de consultas e exames utilizando aplicativos interativos e fortalecer e estruturar as UPAS, além de ampliar a rede de saneamento básico da cidade. Por fim, na educação, ampliar o acesso de crianças às escolas de tempo integral e creches.

## Pesquisas de opinião
As pesquisas oficiais registradas podem ser encontradas no sistema PesqEle Público, do Tribunal Superior Eleitoral. As pesquisas buscam analisar como seria o resultado da eleição se ela ocorresse no dia em que os dados foram coletados, não tendo como objetivo prever o resultado final da eleição.

#### Segundo Turno
| Fonte             | Data(s) conduzidas | Amostragem | Edmilson Rodrigues PSOL | Everaldo Eguchi Patriota | Abst. Indec. | Vantagem |
| ----------------- | ------------------ | ---------- | ----------------------- | ------------------------ | ------------ | -------- |
| Fonte             | Data(s) conduzidas | Amostragem | Votos válidos           |                          | Abst. Indec. | Vantagem |
| IBOPE             | 26-28 Nov          | 602        | 58%                     | 42%                      | -            | 16%      |
| Acertar           | 25-27 Nov          | 820        | 58,3%                   | 41,7%                    | -            | 16,6%    |
| Datailha          | 25-26 Nov          | 800        | 57%                     | 43%                      | -            | 14%      |
| RealTime Big Data | 22-25 Nov          | 850        | 51%                     | 49%                      | -            | 2%       |
| DOXA              | 18-20 Nov          | 1.000      | 51%                     | 49%                      | -            | 2%       |
| IBOPE             | 18-20 Nov          | 602        | 52%                     | 48%                      | -            | 4%       |
| Votos absolutos   |                    |            |                         |                          |              |          |
| IBOPE             | 26-28 Nov          | 602        | 51%                     | 37%                      | 12%          | 14%      |
| Acertar           | 25-27 Nov          | 820        | 48,2%                   | 35,2%                    | 15,6%        | 13%      |
| Acertar           | 25-27 Nov          | 820        | 46%                     | 31,5%                    | 22,5%        | 14,5%    |
| RealTime Big Data | 22-25 Nov          | 850        | 44%                     | 42%                      | 14%          | 2%       |
| DOXA              | 18-20 Nov          | 1.200      | 44,3%                   | 43,1%                    | 12,6%        | 1,2%     |
| DOXA              | 18-20 Nov          | 1.200      | 40,8%                   | 38,6%                    | 6,9%         | 2,2%     |
| IBOPE             | 18-20 Nov          | 602        | 45%                     | 43%                      | 12%          | 2%       |
| Ecodatta          | 16-18 Nov          | 1.000      | 42,5%                   | 51,3%                    | 6,2%         | 8,8%     |

#### Primeiro turno
| Fonte             | Data(s) conduzidas | Amostragem | Edmilson Rodrigues PSOL | Everaldo Eguchi Patriota | José Priante MDB | Thiago Araújo Cidadania | Cássio Andrade PSB | Vavá Martins Republicanos | Gustavo Sefer PSD | Guilherme Lessa PTC | Mário Couto PRTB | Cleber Rabelo PSTU | José Jerônimo PMB | Jair Lopes PCO | Abst. Indec. | Vantagem |       |       |       |        |        |
| ----------------- | ------------------ | ---------- | ----------------------- | ------------------------ | ---------------- | ----------------------- | ------------------ | ------------------------- | ----------------- | ------------------- | ---------------- | ------------------ | ----------------- | -------------- | ------------ | -------- | ----- | ----- | ----- | ------ | ------ |
| Fonte             | Data(s) conduzidas | Amostragem | Resultado Final         | 15 Nov                   | -                | 34,22%                  | 23,06%             | 17,03%                    | 8,09%             | 6,88%               | 6,81%            | 3,16%              | 0,33%             | 0,16%          | Abst. Indec. | Vantagem | 0,14% | 0,10% | 0,02% | 20,76% | 11,16% |
| IBOPE             | 12-14 Nov          | 602        | 38%                     | 13%                      | 17%              | 9%                      | 7%                 | 8%                        | 6%                | 0%                  | 1%               | 0%                 | 0%                | 0%             | -            | 21%      |       |       |       |        |        |
| IBOPE             | 12-14 Nov          | 602        | 33%                     | 11%                      | 15%              | 8%                      | 6%                 | 7%                        | 5%                | 0%                  | 0%               | 0%                 | 0%                | 0%             | 15%          | 18%      |       |       |       |        |        |
| Datailha          | 11-12 Nov          | 800        | 43,35%                  | 13,99%                   | 16,46%           | 10,97%                  | 5,76%              | 5,49%                     | 3,43%             | 0,14%               | 0,27%            | 0%                 | 0,14%             | 0%             | -            | 26,89%   |       |       |       |        |        |
| RealTime Big Data | 11-12 Nov          | 1.050      | 36%                     | 5%                       | 20%              | 6%                      | 4%                 | 5%                        | 3%                | 1%                  | 1%               | 0%                 | 0%                | 1%             | 18%          | 16%      |       |       |       |        |        |
| RealTime Big Data | 11-12 Nov          | 1.050      | 32%                     | 5%                       | 15%              | 5%                      | 3%                 | 4%                        | 1%                | 1%                  | 1%               | 1%                 | 1%                | 1%             | 34%          | 17%      |       |       |       |        |        |
| Acertar           | 10-13 Nov          | 820        | 36%                     | 13,3%                    | 21%              | 11,1%                   | 7,2%               | 6,6%                      | 3,1%              | 0,3%                | 0,6%             | 0,6%               | 0,1%              | 0,1%           | -            | 15%      |       |       |       |        |        |
| Acertar           | 10-13 Nov          | 820        | 31,1%                   | 11,5%                    | 18,2%            | 9,2%                    | 6,2%               | 5,7%                      | 2,7%              | 0,2%                | 0,5%             | 0,5%               | 0,1%              | 0,1%           | 13,6%        | 12,9%    |       |       |       |        |        |
| RealTime Big Data | 10-11 Nov          | 850        | 36%                     | 8%                       | 21%              | 9%                      | 3%                 | 7%                        | 3%                | 1%                  | 1%               | 0%                 | 0%                | 1%             | 10%          | 15%      |       |       |       |        |        |
| RealTime Big Data | 10-11 Nov          | 850        | 32%                     | 7%                       | 17%              | 7%                      | 2%                 | 5%                        | 1%                | 1%                  | 1%               | 1%                 | 1%                | 1%             | 30%          | 15%      |       |       |       |        |        |
| Regnum            | 10-11 Nov          | 1.000      | 37,5%                   | 10,5%                    | 18,3%            | 10,2%                   | 12,3%              | 6,6%                      | 3,6%              | 0,6%                | 0%               | 0,2%               | 0%                | 0,1%           | -            | 19,2%    |       |       |       |        |        |
| Regnum            | 10-11 Nov          | 1.000      | 31,1%                   | 8,7%                     | 15,2%            | 8,5%                    | 10,2%              | 5,5%                      | 3%                | 0,5%                | 0%               | 0,2%               | 0%                | 0,1%           | 17%          | 15,9%    |       |       |       |        |        |
| DOXA              | 8-10 Nov           | 1.000      | 38,6%                   | 8,6%                     | 18,9%            | 18%                     | 6,7%               | 4,8%                      | 2%                | 0,2%                | 1,1%             | 0,7%               | 0,2%              | 0,2%           | -            | 19,7%    |       |       |       |        |        |
| DOXA              | 8-10 Nov           | 1.000      | 33,1%                   | 7,4%                     | 16,2%            | 15,4%                   | 5,7%               | 4,1%                      | 1,7%              | 0,2%                | 0,9%             | 0,6%               | 0,2%              | 0,2%           | 14,3%        | 16,9%    |       |       |       |        |        |
| Simetria          | 8-10 Nov           | 1.001      | 37,3%                   | 9,3%                     | 22,9%            | 8,8%                    | 6,6%               | 6,5%                      | 6,6%              | 0,7%                | 0,5%             | 0,6%               | 0%                | 0,6%           | -            | 14,4%    |       |       |       |        |        |
| Simetria          | 8-10 Nov           | 1.001      | 31,7%                   | 7,9%                     | 19,4%            | 7,5%                    | 5,6%               | 5,5%                      | 5,6%              | 0,6%                | 0,4%             | 0,2%               | 0%                | 0,5%           | 30%          | 12,3%    |       |       |       |        |        |
| Simetria          | 8-10 Nov           | 1.001      | 27,2%                   | 6,1%                     | 15,6%            | 5,7%                    | 4%                 | 3,4%                      | 4,5%              | 0,3%                | 0,3%             | 0%                 | 0%                | 0,4%           | 30,3%        | 11,6%    |       |       |       |        |        |
| Alvo Pesquisas    | 6-7 Nov            | 625        | 30,7%                   | 7%                       | 22,6%            | 7,8%                    | 5,6%               | 4,3%                      | 2,4%              | 0,8%                | 0,3%             | 1,3%               | 0,3%              | 0,2%           | 16,7%        | 8,1%     |       |       |       |        |        |
| DOXA              | 3-5 Nov            | 1.000      | 29,5%                   | 3,2%                     | 16,7%            | 15,8%                   | 4%                 | 3,1%                      | 0,7%              | 0,2%                | 0,2%             | 0,4%               | 0,3%              | 0,2%           | 25,7%        | 12,8%    |       |       |       |        |        |
| DOXA              | 3-5 Nov            | 1.000      | 24,5%                   | 2,8%                     | 12,6%            | 11,2%                   | 2,9%               | 2,8%                      | 0,3%              | 0%                  | 0,2%             | 0,2%               | 0,2%              | 0%             | 40,6%        | 11,9%    |       |       |       |        |        |
| Regnum            | 3-4 Nov            | 1.000      | 29,5%                   | 8,5%                     | 15,5%            | 7,4%                    | 10,6%              | 5,8%                      | 3,4%              | 0,8%                | 0,1%             | 0,4%               | 0%                | 0%             | 17,9%        | 14%      |       |       |       |        |        |
| Regnum            | 3-4 Nov            | 1.000      | 26,1%                   | 6,6%                     | 12,2%            | 5,5%                    | 6,2%               | 4,3%                      | 2%                | 0,3%                | 0,2%             | 0%                 | 0,1%              | 0%             | 36,3%        | 13,9%    |       |       |       |        |        |
| Simetria          | 2-4 Nov            | 602        | 35%                     | 8,6%                     | 18,3%            | 8,1%                    | 5,8%               | 7%                        | 2,8%              | 0,5%                | 0,7%             | 0,2%               | 0,2%              | 0,7%           | 11,9%        | 16,7%    |       |       |       |        |        |
| Simetria          | 2-4 Nov            | 602        | 28,2%                   | 5,5%                     | 13,1%            | 6,3%                    | 4,2%               | 5%                        | 1,2%              | 0,3%                | 0,5%             | 0%                 | 0%                | 0%             | 30,6%        | 15,1%    |       |       |       |        |        |
| RealTime Big Data | 29-31 Out          | 1.050      | 37%                     | 6%                       | 19%              | 7%                      | 2%                 | 7%                        | 3%                | 1%                  | 3%               | 1%                 | 0%                | 0%             | 14%          | 18%      |       |       |       |        |        |
| RealTime Big Data | 29-31 Out          | 1.050      | 32%                     | 5%                       | 13%              | 5%                      | 1%                 | 5%                        | 1%                | 1%                  | 1%               | 1%                 | 1%                | 1%             | 38%          | 19%      |       |       |       |        |        |
| DOXA              | 29-31 Out          | 1.000      | 30,2%                   | 4%                       | 15,1%            | 14,3%                   | 6,5%               | 5,1%                      | 1,2%              | 0,4%                | 1,2%             | 0,3%               | 0,1%              | 0,4%           | 21,2%        | 15,1%    |       |       |       |        |        |
| DOXA              | 29-31 Out          | 1.000      | 20,6%                   | 2,9%                     | 9,9%             | 7,9%                    | 2,5%               | 4,6%                      | 0,4%              | 0,4%                | 0,4%             | 0,4%               | 0,4%              | 0%             | 49,6%        | 10,7%    |       |       |       |        |        |
| Alvo Pesquisas    | 28-29 Out          | 625        | 32%                     | 7%                       | 20%              | 8%                      | 7%                 | 7%                        | 1,9%              | 0,8%                | 0,3%             | 0,3%               | 0,2%              | 0,3%           | 15,2%        | 12%      |       |       |       |        |        |
| DOXA              | 21-24 Out          | 1.200      | 30,7%                   | 4,2%                     | 13,6%            | 13,2%                   | 6,8%               | 5,2%                      | 1,2%              | 0,1%                | 2,1%             | 0,3%               | 0,4%              | 0,1%           | 22,5%        | 17,1%    |       |       |       |        |        |
| DOXA              | 21-24 Out          | 1.200      | 18%                     | 2%                       | 7,2%             | 8,3%                    | 3,2%               | 2%                        | 1,1%              | 0,1%                | 1,9%             | 0,1%               | 0%                | 0,1%           | 55,8%        | 9,7%     |       |       |       |        |        |
| IBOPE             | 21-23 Out          | 602        | 38%                     | 7%                       | 15%              | 8%                      | 4%                 | 7%                        | 3%                | 1%                  | 1%               | 0%                 | 0%                | 0%             | 15%          | 23%      |       |       |       |        |        |
| IBOPE             | 21-23 Out          | 602        | 32%                     | 4%                       | 11%              | 5%                      | 2%                 | 5%                        | 1%                | 1%                  | 0%               | 0%                 | 0%                | 0%             | 39%          | 21%      |       |       |       |        |        |
| Acertar           | 19-22 Out          | 816        | 37,1%                   | 4,5%                     | 14,9%            | 6,1%                    | 6,7%               | 6,1%                      | 2,3%              | 0,6%                | 1,7%             | 0,6%               | 0,4%              | 0,2%           | 18,8%        | 22,2%    |       |       |       |        |        |
| DOXA              | 15-17 Out          | 800        | 33,3%                   | 3,6%                     | 9,7%             | 9,2%                    | 6,1%               | 5,4%                      | 1,8%              | 0,5%                | 2,5%             | 0,8%               | 0,7%              | 0%             | 26,4%        | 23,6%    |       |       |       |        |        |
| DOXA              | 15-17 Out          | 800        | 26,2%                   | 1,3%                     | 6,2%             | 6,6%                    | 3,5%               | 3,6%                      | 0,2%              | 0,2%                | 0,1%             | 0,2%               | 0%                | 0%             | 51,9%        | 19,6%    |       |       |       |        |        |
| RealTime Big Data | 14-17 Out          | 1.050      | 34%                     | 7%                       | 18%              | 3%                      | 2%                 | 5%                        | 4%                | 0%                  | 3%               | 1%                 | 0%                | 0%             | 22%          | 16%      |       |       |       |        |        |
| Regnum            | 9-10 Out           | 1.000      | 36,8%                   | 6,9%                     | 8,2%             | 5,1%                    | 8,5%               | 5,5%                      | 1,6%              | 0,6%                | 1,1%             | 0,4%               | 0,2%              | 0,7%           | 24,6%        | 28,3%    |       |       |       |        |        |
| Alvo Pesquisas    | 7-9 Out            | 625        | 35,9%                   | 3,8%                     | 13,3%            | 3,4%                    | 5,3%               | 4,5%                      | 2,1%              | 0,8%                | 2,9%             | 0,3%               | 0,8%              | 0%             | 26,9%        | 22,6%    |       |       |       |        |        |
| Regnum            | 3-4 Out            | 1.000      | 33,27%                  | 4,87%                    | 7,94%            | 3,57%                   | 7,65%              | 5,96%                     | 2,48%             | 0,5%                | 2,48%            | 0,4%               | 0,7%              | 0,7%           | 29,49%       | 25,33%   |       |       |       |        |        |
| Regnum            | 3-4 Out            | 1.000      | 19,46%                  | 2,28%                    | 3,57%            | 1,29%                   | 2,88%              | 2,78%                     | 0,4%              | 0,1%                | 0,7%             | 0,1%               | 0,1%              | 0,1%           | 13%          | 15,89%   |       |       |       |        |        |
| Alvo Pesquisas    | 1-3 Out            | 625        | 35,1%                   | 2,4%                     | 12,3%            | 3,8%                    | 5,8%               | 5,4%                      | 1,3%              | 0,3%                | 4,1%             | 0,8%               | 0,2%              | 0,2%           | 28,3%        | 22,8%    |       |       |       |        |        |
| IBOPE             | 30 Set - 2 Out     | 504        | 39%                     | 5%                       | 10%              | 4%                      | 4%                 | 4%                        | 5%                | 1%                  | 4%               | 1%                 | 2%                | 1%             | 21%          | 29%      |       |       |       |        |        |
| IBOPE             | 30 Set - 2 Out     | 504        | 25%                     | 1%                       | 3%               | 1%                      | 1%                 | 1%                        | 3%                | 1%                  | 1%               | 1%                 | 1%                | 1%             | 61%          | 19%      |       |       |       |        |        |
| DOXA              | 29 Set - 3 Out     | 800        | 37,2%                   | 3,7%                     | 8,6%             | 6,5%                    | 5,4%               | 6,1%                      | 2,2%              | 0,6%                | 3,8%             | 1,1%               | 1,9%              | 0,2%           | 22,7%        | 28,6%    |       |       |       |        |        |
| DOXA              | 29 Set - 3 Out     | 800        | 19,2%                   | 1%                       | 3,5%             | 2,1%                    | 1,8%               | 1,8%                      | 0,4%              | 0,2%                | 1,7%             | 0%                 | 0,8%              | 0%             | 66,4%        | 15,7%    |       |       |       |        |        |
| Acertar           | 29 Set - 2 Out     | 811        | 39,5%                   | 4,2%                     | 10,1%            | 3,3%                    | 3,7%               | 6,4%                      | 1,8%              | 0,9%                | 4,6%             | 1,2%               | 1,1%              | 0,2%           | 23%          | 29,4%    |       |       |       |        |        |
| Acertar           | 29 Set - 2 Out     | 811        | 19,4%                   | 2,5%                     | 4,2%             | 0,6%                    | 1%                 | 2,2%                      | 0,4%              | 0,1%                | 2%               | 0,1%               | 0,1%              | 0,1%           | 67,3%        | 15,2%    |       |       |       |        |        |
| Alvo Pesquisas    | 24-25 Set          | 625        | 34,2%                   | 2,1%                     | 11,3%            | 4,6%                    | 5,8%               | 5,6%                      | 1,6%              | 1,1%                | 4,2%             | 0,8%               | 0,8%              | 0%             | 27,9%        | 22,9%    |       |       |       |        |        |

### Pré-candidatos

#### 2020
| Fonte            | Data(s) conduzidas | Amostragem | Edmilson Rodrigues PSOL | Simão Jatene PSDB | Celso Sabino PSDB | Mauro Freitas PSDB | Éder Mauro PSD | Gustavo Sefer PSD | Cássio Andrade PSB | Ursula Vidal Podemos | Thiago Araújo Cidadania | Arnaldo Jordy Cidadania | José Priante MDB | Everaldo Eguchi PATRI | Vavá Martins Republicanos | Outros | Abst. Indec. | Vantagem |      |      |      |      |       |     |
| ---------------- | ------------------ | ---------- | ----------------------- | ----------------- | ----------------- | ------------------ | -------------- | ----------------- | ------------------ | -------------------- | ----------------------- | ----------------------- | ---------------- | --------------------- | ------------------------- | ------ | ------------ | -------- | ---- | ---- | ---- | ---- | ----- | --- |
| Fonte            | Data(s) conduzidas | Amostragem | Alvo Marketing          | 8-11 Set          | 625               | 16,8%              | —              | —                 | —                  | —                    | 0,2%                    | 1,3%                    | —                | 0,5%                  | —                         | Outros | Abst. Indec. | Vantagem | 3,9% | 0,3% | 1,8% | 1,3% | 74,1% | 15% |
| 35%              | —                  | —          | Alvo Marketing          | 8-11 Set          | 625               | —                  | —              | 1%                | 4,9%               | —                    | 2,7%                    | —                       | 9,7%             | 0,6%                  | 7,6%                      | 8,3%   | 30,2%        | 25,3%    |      |      |      |      |       |     |
| Regnum/Iveiga    | 1-2 Set            | 1000       | 12,6%                   | 0,4%              | —                 | —                  | 1,98%          | —                 | 0,4%               | 0,2%                 | 0,1%                    | 0,1%                    | 0,3%             | —                     | 1,49%                     | 3,48%  | 76,19%       | 9,12%    |      |      |      |      |       |     |
| Regnum/Iveiga    | 1-2 Set            | 1000       | 38,59%                  | —                 | —                 | —                  | 14,48%         | —                 | 2,88%              | —                    | 2,08%                   | —                       | 2,88%            | —                     | 4,37%                     | 10,52% | 24,02%       | 24,11%   |      |      |      |      |       |     |
| Regnum/Iveiga    | 1-2 Set            | 1000       | 41,77%                  | —                 | —                 | —                  | —              | 1,59%             | 4,46%              | —                    | 2,78%                   | —                       | 3,47%            | —                     | —                         | 13,49% | 32,15%       | 28,28%   |      |      |      |      |       |     |
| Datailha         | 26-28 Ago          | 800        | 37,4%                   | —                 | —                 | —                  | —              | 1,1%              | 2,9%               | —                    | 1,6%                    | —                       | 1,8%             | 0,9%                  | 5,3%                      | 9,9%   | 39,8%        | 27,5%    |      |      |      |      |       |     |
| Paraná Pesquisas | 1-4 Ago            | 700        | 39,3%                   | —                 | 11,3%             | —                  | —              | 2,1%              | 6,3%               | —                    | —                       | —                       | —                | 5,1%                  | —                         | —      | 28,1%        | 28%      |      |      |      |      |       |     |
| Paraná Pesquisas | 1-4 Ago            | 700        | 7,3%                    | 0,6%              | 0,6%              | —                  | 2,3%           | —                 | 0,4%               | 0,7%                 | —                       | —                       | —                | 0,3%                  | 0,9%                      | 0,4%   | 90,8%        | 5%       |      |      |      |      |       |     |
| DOXA             | 4–11 Jul           | 800        | 7,1%                    | 4,1%              | —                 | 0,3%               | 3,3%           | —                 | —                  | 2,7%                 | 1,7%                    | 1,8%                    | 0,9%             | 0,3%                  | 0,3%                      | —      | 73,8%        | 3%       |      |      |      |      |       |     |
| DOXA             | 4–11 Jul           | 800        | 29,7%                   | 9,8%              | —                 | 0,9%               | 7,1%           | —                 | 6,3%               | 6,9%                 | 5,8%                    | 3,2%                    | —                | 0,6%                  | —                         | —      | 29,3%        | 19,8%    |      |      |      |      |       |     |
| Eleição de 2016  | 2 Out              | –          | 29,50%                  | –                 | –                 | –                  | 16,53%         | –                 | –                  | 10,17%               | –                       | –                       | –                | –                     | –                         | 43,69% | 7,98%        | 12,97%   |      |      |      |      |       |     |

#### 2019
| Fonte           | Data(s) conduzidas | Amostragem | Edmilson Rodrigues PSOL | Ursula Vidal Podemos | Éder Mauro PSD | Simão Jatene PSDB | Cássio Andrade PSB | Vavá Martins Republicanos | Celso Sabino PSDB | Lúcio Vale PL | Mauro Freitas DC | Orlando Reis MDB | Abst. Indec. | Vantagem |    |    |     |     |
| --------------- | ------------------ | ---------- | ----------------------- | -------------------- | -------------- | ----------------- | ------------------ | ------------------------- | ----------------- | ------------- | ---------------- | ---------------- | ------------ | -------- | -- | -- | --- | --- |
| Fonte           | Data(s) conduzidas | Amostragem | RealTime BigData        | 17-19 Set            | 800            | 26%               | 14%                | 12%                       | 11%               | 4%            | 3%               | 3%               | 3%           | Vantagem | 1% | 1% | 23% | 12% |
| Eleição de 2016 | 2 Out              | –          | 29,50%                  | 10,17%               | 16,53%         | –                 | –                  | –                         | –                 | –             | –                | –                | 7,98%        | 12,97%   |    |    |     |     |

## Rejeição

#### Segundo turno
| Data              | Instituto         | Edmilson (PSOL) | Eguchi (Patriota) | Rejeita ambos | Não rejeita nenhum | Não sabem/não responderam |
| ----------------- | ----------------- | --------------- | ----------------- | ------------- | ------------------ | ------------------------- |
| 22-25 de novembro | RealTime Big Data | 41%             | 34%               | 10%           | 11%                | 4%                        |
| 16-18 de novembro | DOXA              | 35,7%           | 34,8%             | -             | 21%                | 8,5%                      |
| 16-18 de novembro | Ecodatta          | 44,1%           | 36,2%             | 2,3%          | -                  | 17,4%                     |

#### Primeiro turno
| Data                 | Instituto         | Edmilson (PSOL) | Priante (MDB) | Mário (PRTB) | Gustavo (PSD) | Vavá (Republicanos) | Thiago (Cidadania) | Eguchi (Patriota) | Cássio (PSB) | Cleber (PSTU) | Jair Lopes (PCO) | Lessa (PTC) | Jerônimo (PMB) | Poderia votar em todos | Não sabem/ não responderam |
| -------------------- | ----------------- | --------------- | ------------- | ------------ | ------------- | ------------------- | ------------------ | ----------------- | ------------ | ------------- | ---------------- | ----------- | -------------- | ---------------------- | -------------------------- |
| 12-14 de novembro    | IBOPE             | 37%             | 29%           | 16%          | 10%           | 13%                 | 20%                | 13%               | 11%          | 8%            | 7%               | 8%          | 8%             | 2%                     | 8%                         |
| 11-12 de novembro    | RealTime Big Data | 34%             | 32%           | 15%          | 14%           | 22%                 | 21%                | 18%               | 15%          | 14%           | 14%              | 13%         | 13%            | -                      | -                          |
| 10-11 de novembro    | RealTime Big Data | 27%             | 23%           | 1%           | 1%            | 5%                  | 5%                 | 5%                | 1%           | 1%            | 1%               | 1%          | 1%             | 14%                    | 3%                         |
| 3-5 de novembro      | DOXA              | 14,2%           | 15,3%         | 3,6%         | 0%            | 2,5%                | 7,7%               | 3,2%              | 1,7%         | 0,6%          | 1,4%             | 0,8%        | 0,1%           | 25,1%                  | 21,3%                      |
| 3-4 de novembro      | Regnum            | 28%             | 16,9%         | 1,5%         | 1,9%          | 3,3%                | 7%                 | 6,5%              | 1,9%         | 0,6%          | 0,4%             | 0,4%        | 0,4%           | 5,6%                   | 6%                         |
| 29-31 de outubro     | RealTime Big Data | 33%             | 36%           | 25%          | 18%           | 26%                 | 25%                | 21%               | 17%          | 15%           | 18%              | 15%         | 15%            | -                      | -                          |
| 29-31 de outubro     | DOXA              | 23,2%           | 17,5%         | 3,9%         | 5,2%          | 1,7%                | 5,1%               | 4,3%              | 3,2%         | 1,7%          | 1,7%             | 2,2%        | 1%             | 9,2%                   | 20,3%                      |
| 21-24 de outubro     | DOXA              | 23,1%           | 19,7%         | 4,5%         | 2,7%          | 0,9%                | 3,5%               | 2,7%              | 4,8%         | 2,4%          | 2,7%             | 2,3%        | 1,7%           | 15,8%                  | 13,2%                      |
| 21-23 de outubro     | IBOPE             | 29%             | 35%           | 27%          | 17%           | 17%                 | 17%                | 16%               | 15%          | 13%           | 11%              | 8%          | 7%             | 1%                     | 7%                         |
| 15-17 de outubro     | DOXA              | 18,5%           | 14,1%         | 2,5%         | 5,1%          | 1,6%                | 4%                 | 4,4%              | 4%           | 2,5%          | 1,5%             | 1,3%        | 4,4%           | 8,9%                   | 27,2%                      |
| 14-17 de outubro     | RealTime BigData  | 35%             | 30%           | 12%          | 11%           | 18%                 | 16%                | 9%                | 7%           | 6%            | 9%               | 8%          | 6%             | -                      | -                          |
| 14-17 de outubro     | Regnum            | 25%             | 21,6%         | 4,8%         | 2,9%          | 3%                  | 7,4%               | 3%                | 3,7%         | 1,2%          | 0,5%             | 0,3%        | 0,3%           | 8,5%                   | 17,8%                      |
| 03-04 de outubro     | Regnum            | 30,88%          | 17,48%        | 4,77%        | 2,9%          | 3,18%               | 1,99%              | 4,97%             | 2,09%        | 4,07%         | 1,09%            | 0,7%        | 0,4%           | -                      | 28,20%                     |
| 30 Set-02 de outubro | IBOPE             | 30%             | 40%           | 24%          | 18%           | 16%                 | 13%                | 11%               | 17%          | 10%           | 9%               | 8%          | 6%             | 1%                     | 8%                         |
| 29 Set-03 de outubro | DOXA              | 15,7%           | 18,3%         | 7,5%         | 1,6%          | 2,4%                | 3,5%               | 6,6%              | 2,5%         | 2,5%          | 1,4%             | 2,7%        | 1,3%           | 14,1%                  | 19,8%                      |

## Debates televisionados

### Primeiro Turno
Por conta da Pandemia de Covid-19, a maioria das emissoras de Belém, seguindo o exemplo das redes, optaram por não realizar os debates eleitorais em razão do elevado número de candidatos a prefeito, temendo aglomerações entre profissionais e assessorias. Dos canais nacionais, apenas a Rede Meio Norte realizou o encontro entre os candidatos a prefeito de Belém, participando apenas os candidatos Thiago Araújo (Cidadania) e Vavá Martins (Republicanos).No lugar dos debates, foram realizadas sabatinas pelos seguintes veículos de comunicação: Roma News TV e FM O Dia Belém no especial Sabatina (30 de setembro - 5 de novembro); Oliberal.com e Rádio Liberal no programa Liberal Entrevista (1 - 30 de outubro); RecordTV Belém dentro do Pará Record (20 de outubro - 4 de novembro); RBA TV e Diário Online pelo Barra Pesada (22 de outubro - 6 de novembro); RedeTV! Belém pelo especial Eleições 2020 (26 de outubro - 2 de novembro); Unama FM pelo Programa Bacana (26 de outubro - 3 de novembro).Depois de ter realizado a sabatina, o Portal Roma News passou a realizar o seu debate marcado para 11 de novembro, seguindo todos os protocolos de segurança.
| Data           | Organizador(es)                                                         | Mediador (a)    | Edmilson Rodrigues (PSOL) | José Priante (MDB)      | Thiago Araújo (Cidadania) | Cássio Andrade (PSB)    | Vavá Martins (Republicanos) | Gustavo Sefer (PSD)     | Everaldo Eguchi (PATRI) | Guilherme Lessa (PTC)   | Mário Couto (PRTB)      | José Jerônimo (PMB)     | Cleber Rabelo (PSTU)    | Luiz Lopes (PCO)        |
| -------------- | ----------------------------------------------------------------------- | --------------- | ------------------------- | ----------------------- | ------------------------- | ----------------------- | --------------------------- | ----------------------- | ----------------------- | ----------------------- | ----------------------- | ----------------------- | ----------------------- | ----------------------- |
| 1 de outubro   | RBA TV                                                                  | —               | Cancelado pela emissora   | Cancelado pela emissora | Cancelado pela emissora   | Cancelado pela emissora | Cancelado pela emissora     | Cancelado pela emissora | Cancelado pela emissora | Cancelado pela emissora | Cancelado pela emissora | Cancelado pela emissora | Cancelado pela emissora | Cancelado pela emissora |
| 10 de outubro  | Rede Meio Norte                                                         | Amadeu Campos   | Ausente                   | Ausente                 | Presente                  | Ausente                 | Presente                    | Ausente                 | Ausente                 | Não Convidado           | Não convidado           | Não convidado           | Não convidado           | Não convidado           |
| 31 de outubro  | SBT Pará                                                                | —               | Cancelado pela emissora   | Cancelado pela emissora | Cancelado pela emissora   | Cancelado pela emissora | Cancelado pela emissora     | Cancelado pela emissora | Cancelado pela emissora | Cancelado pela emissora | Cancelado pela emissora | Cancelado pela emissora | Cancelado pela emissora | Cancelado pela emissora |
| 8 de novembro  | RecordTV Belém                                                          | —               | Cancelado pela emissora   | Cancelado pela emissora | Cancelado pela emissora   | Cancelado pela emissora | Cancelado pela emissora     | Cancelado pela emissora | Cancelado pela emissora | Cancelado pela emissora | Cancelado pela emissora | Cancelado pela emissora | Cancelado pela emissora | Cancelado pela emissora |
| 11 de novembro | Roma News TV, Portal Roma News e FM O Dia Belém                         | Renata Ferreira | Ausente                   | Ausente                 | Presente                  | Presente                | Ausente                     | Presente                | Presente                | Não convidado           | Ausente                 | Não convidado           | Presente                | Não convidado           |
| 12 de novembro | TV Liberal Belém e G1 Pará                                              | —               | Cancelado pela emissora   | Cancelado pela emissora | Cancelado pela emissora   | Cancelado pela emissora | Cancelado pela emissora     | Cancelado pela emissora | Cancelado pela emissora | Cancelado pela emissora | Cancelado pela emissora | Cancelado pela emissora | Cancelado pela emissora | Cancelado pela emissora |
| 12 de novembro | TV Marajoara, A Província do Pará, Super Rádio Marajoara e Mix FM Belém | Emanuel Vilaça  | Ausente                   | Ausente                 | Presente                  | Ausente                 | Ausente                     | Ausente                 | Ausente                 | Não convidado           | Não convidado           | Não convidado           | Não convidado           | Não convidado           |

### Segundo Turno
| Data           | Organizador(es)                             | Mediador (a)    | Edmilson Rodrigues (PSOL) | Everaldo Eguchi (Patriota) |
| -------------- | ------------------------------------------- | --------------- | ------------------------- | -------------------------- |
| 19 de novembro | RBA TV, Diário Online e Rádio Clube do Pará | Marcio Campos   | Presente                  | Presente                   |
| 21 de novembro | SBT Pará                                    | —               | Cancelado pela emissora   | Cancelado pela emissora    |
| 22 de novembro | RecordTV Belém                              | —               | Cancelado pela emissora   | Cancelado pela emissora    |
| 27 de novembro | TV Liberal Belém e G1 Pará                  | Fabiano Vilella | Presente                  | Presente                   |

## Resultados

### Prefeitura
| Candidato(a)           | Candidato(a)                | Vice                              | 1º turno 15 de novembro de 2020 | 1º turno 15 de novembro de 2020 | 2º turno 29 de novembro de 2020 | 2º turno 29 de novembro de 2020 |
| Candidato(a)           | Candidato(a)                | Vice                              | Total                           | Porcentagem                     | Total                           | Porcentagem                     |
| ---------------------- | --------------------------- | --------------------------------- | ------------------------------- | ------------------------------- | ------------------------------- | ------------------------------- |
|                        | Edmilson Rodrigues (PSOL)   | Edilson Moura (PT)                | 248.751                         | 34,22%                          | 390.723                         | 51,76%                          |
|                        | Everaldo Eguchi (Patriota)  | Sargento Quemer (Patriota)        | 167.599                         | 23,06%                          | 364.095                         | 48,24%                          |
|                        | José Priante (MDB)          | Patrícia Queiroz (PSC)            | 123.808                         | 17,03%                          | Não participaram                | Não participaram                |
|                        | Thiago Araújo (Cidadania)   | Mary Muniz (PSDB)                 | 58.827                          | 8,09%                           | Não participaram                | Não participaram                |
|                        | Cássio Andrade (PSB)        | Pr. Max Lima (PROS)               | 49.988                          | 6,88%                           | Não participaram                | Não participaram                |
|                        | Vavá Martins (Republicanos) | Sargento Gonçalves (Republicanos) | 49.476                          | 6,81%                           | Não participaram                | Não participaram                |
|                        | Gustavo Sefer (PSD)         | Alexandre Padilla (PP)            | 22.996                          | 3,16%                           | Não participaram                | Não participaram                |
|                        | Guilherme Lessa (PTC)       | Major Diamantina (PTC)            | 2.417                           | 0,33%                           | Não participaram                | Não participaram                |
|                        | Mário Couto (PRTB)          | Alexandre Sotão (PRTB)            | 1.160                           | 0,16%                           | Não participaram                | Não participaram                |
|                        | Cleber Rabelo (PSTU)        | Seu Alex (PSTU)                   | 1.026                           | 0,14%                           | Não participaram                | Não participaram                |
|                        | Dr. Jerônimo (PMB)          | Ana Paula Favacho (PMB)           | 759                             | 0,10%                           | Não participaram                | Não participaram                |
|                        | Jair Lopes (PCO)            | Cristiano Sobral (PCO)            | 130                             | 0,02%                           | Não participaram                | Não participaram                |
| Total de votos válidos | Total de votos válidos      | Total de votos válidos            | 775.647                         | 99,82%                          | 754.818                         | 94,35%                          |
| → Votos em branco      | → Votos em branco           | → Votos em branco                 | 27.205                          | 3,40%                           | 15.897                          | 1,99%                           |
| → Votos nulos          | → Votos nulos               | → Votos nulos                     | 45.998                          | 5,75%                           | 29.295                          | 3,66%                           |
| Total de votos         | Total de votos              | Total de votos                    | 800.140                         | 79,24%                          | 800.010                         | 79,23%                          |
| Abstenções             | Abstenções                  | Abstenções                        | 209.591                         | 20,76%                          | 209.721                         | 20,77%                          |
| Total de inscritos     | Total de inscritos          | Total de inscritos                | 1.009.731                       | 100%                            | 1.009.731                       | 100%                            |

| Partido | Partido      | Candidato | Votos   | Votos (%) |
| ------- | ------------ | --------- | ------- | --------- |
|         | PSOL         | Edmilson  | 248 751 | 34,22%    |
|         | PATRI        | Eguchi    | 167 599 | 23,06%    |
|         | MDB          | Priante   | 123 808 | 17,03%    |
|         | Cidadania    | Thiago    | 58 827  | 8,09%     |
|         | PSB          | Cássio    | 49 988  | 6,88%     |
|         | Republicanos | Vavá      | 49 476  | 6,81%     |
|         | PSD          | Gustavo   | 22 996  | 3,16%     |
|         | PTC          | Lessa     | 2 417   | 0,33%     |
|         | PRTB         | Couto     | 1 160   | 0,16%     |
|         | PSTU         | Rabelo    | 1 026   | 0,14%     |
|         | PMB          | Jerônimo  | 759     | 0,1%      |
|         | PCO          | Jair      | 130     | 0,02%     |
| Totais  | Totais       | Totais    | 726 937 |           |
| Fonte:  |              |           |         |           |

| Partido | Partido | Candidato | Votos   | Votos (%) |
| ------- | ------- | --------- | ------- | --------- |
|         | PSOL    | Edmilson  | 390 723 | 51,76%    |
|         | PATRI   | Eguchi    | 364 095 | 48,24%    |
| Totais  | Totais  | Totais    | 754 818 |           |
| Fonte:  |         |           |         |           |

### Câmara Municipal
Na câmara municipal, 17 vereadores conseguiram se reeleger, enquanto que foram eleitos 18 novos vereadores, entre eles Bia Caminha (PT), que se tornou a vereadora mais jovem de Belém. Também teve um crescimento de 50% de mulheres eleitas. Após a vitória de Edmilson, a vereadora eleita Vivi Reis (PSOL), que fechou na 5ª posição passa a assumir seu cargo como deputada federal, já que nas eleições de 2018 foi a segunda mais votada do partido. Com isso, sua vaga na Câmara de Belém será ocupada pela Enfermeira Nazaré, que passa a ser reeleita. Vivi se torna a primeira deputada federal LGBTQIAP+ e negra a ocupar o cargo no Brasil. O MDB manteve a liderança com o maior número de vereadores eleitos. Os partidos de centro como o PL, PSDB e PODE obtiveram um pequeno crescimento, assim como o PT, PROS e Patriota, enquanto que o PSOL, Republicanos e PSB não tiveram grandes mudanças, apesar de elegerem novos nomes.
| Nº                     | Partido                                               | Votos populares | Votos populares | Vagas   | Vagas   |
| Nº                     | Partido                                               | Votos           | %               | Eleitos | ±       |
| ---------------------- | ----------------------------------------------------- | --------------- | --------------- | ------- | ------- |
| 15                     | Movimento Democrático Brasileiro (MDB)                | 65.396          | 9,96%           | 4       | 1       |
| 50                     | Partido Socialismo e Liberdade (PSOL)                 | 52.143          | 8,56%           | 3       | Estável |
| 10                     | Republicanos                                          | 48.949          | 7,22%           | 3       | Estável |
| 22                     | Partido Liberal (PL)                                  | 42.540          | 5,96%           | 2       | 1       |
| 45                     | Partido da Social Democracia Brasileira (PSDB)        | 37.321          | 5,28%           | 2       | 1       |
| 19                     | Podemos (PODE)                                        | 35.838          | 5,01%           | 2       | 2       |
| 40                     | Partido Socialista Brasileiro (PSB)                   | 33.096          | 4,85%           | 2       | Estável |
| 90                     | Partido Republicano da Ordem Social (PROS)            | 32.511          | 4,30%           | 2       | 2       |
| 13                     | Partido dos Trabalhadores (PT)                        | 30.248          | 4,20%           | 2       | 1       |
| 51                     | Patriota                                              | 27.476          | 4,18%           | 2       | 1       |
| 25                     | Democratas (DEM)                                      | 26.399          | 3,71%           | 1       | 1       |
| 14                     | Partido Trabalhista Brasileiro (PTB)                  | 25.587          | 3,61%           | 1       | Estável |
| 23                     | Cidadania                                             | 25.200          | 3,31%           | 1       | Estável |
| 55                     | Partido Social Democrático (PSD)                      | 24.225          | 3,21%           | 1       | 1       |
| 20                     | Partido Social Cristão (PSC)                          | 23.088          | 3,02%           | 1       | 1       |
| 70                     | Avante                                                | 21.291          | 2,98%           | 1       | 1       |
| 65                     | Partido Comunista do Brasil (PCdoB)                   | 21.225          | 2,96%           | 1       | 1       |
| 36                     | Partido Trabalhista Cristão (PTC)                     | 20.693          | 2,88%           | 1       | Estável |
| 11                     | Progressistas (PP)                                    | 19.770          | 2,84%           | 1       | Estável |
| 77                     | Solidariedade                                         | 18.443          | 2,47%           | 1       | Estável |
| 12                     | Partido Democrático Trabalhista (PDT)                 | 16.283          | 2,38%           | 1       | 1       |
| 43                     | Partido Verde (PV)                                    | 12.845          | 1,79%           | 0       | Estável |
| 28                     | Partido Renovador Trabalhista Brasileiro (PRTB)       | 5.510           | 0,67%           | 0       | Estável |
| 30                     | Partido Novo (NOVO)                                   | 4.863           | 0,52%           | 0       | Estável |
| 27                     | Democracia Cristã (DC)                                | 4.681           | 0,47%           | 0       | 1       |
| 17                     | Partido Social Liberal (PSL)                          | 4.581           | 0,40%           | 0       | 1       |
| 35                     | Partido da Mulher Brasileira (PMB)                    | 2.568           | 0,37%           | 0       | Estável |
| 18                     | Rede Sustentabilidade (REDE)                          | 971             | 0,15%           | 0       | Estável |
| 80                     | Unidade Popular (UP)                                  | 485             | 0,08%           | 0       | Novo    |
| 16                     | Partido Socialista dos Trabalhadores Unificado (PSTU) | 249             | 0,06%           | 0       | Estável |
| 21                     | Partido Comunista Brasileiro (PCB)                    | 0               | 0,00%           | 0       | Estável |
| 29                     | Partido da Causa Operária (PCO)                       | 0               | 0,00%           | 0       | Estável |
| 33                     | Partido da Mobilização Nacional (PMN)                 | 0               | 0,00%           | 0       | 1       |
| Total de votos válidos | Total de votos válidos                                | 724.491         | 99,18%          | 35      | 35      |
| → Votos em branco      | → Votos em branco                                     | 39.189          | 4,15%           | 35      | 35      |
| → Votos nulos          | → Votos nulos                                         | 36.446          | 4,55%           | 35      | 35      |
| Total de votos         | Total de votos                                        | 800.140         | 79,24%          | 35      | 35      |
| Abstenções             | Abstenções                                            | 209.591         | 20,76%          | 35      | 35      |
| Total de inscritos     | Total de inscritos                                    | 1.009.731       | 100%            | 35      | 35      |

| Nº    | Nome                            | Votos  | %     |
| ----- | ------------------------------- | ------ | ----- |
| 15555 | Zeca Pirão (MDB)                | 10.851 | 1,49% |
| 15222 | Neném Albuquerque (MDB)         | 10.272 | 1,41% |
| 10123 | Juá Belém (Republicanos)        | 10.221 | 1,40% |
| 90100 | Túlio Neves (PROS)              | 10.119 | 1,39% |
| 50500 | Vivi Reis (PSOL)                | 9.654  | 1,32% |
| 14000 | João Coelho (PTB)               | 9.493  | 1,30% |
| 15000 | John Whayne (MDB)               | 9.054  | 1,24% |
| 22123 | Pablo Farah (PL)                | 8.602  | 1,18% |
| 22222 | Bieco (PL)                      | 8.111  | 1,11% |
| 10147 | Augusto Santos (Republicanos)   | 7.521  | 1,03% |
| 10000 | Goleiro Vinícius (Republicanos) | 7.079  | 0,97% |
| 45199 | Moa Moraes (PSDB)               | 6.942  | 0,95% |
| 45678 | Mauro Freitas (PSDB)            | 6.392  | 0,88% |
| 15615 | Blenda Quaresma (MDB)           | 6.210  | 0,85% |
| 70000 | Zeca do Barreiro (Avante)       | 5.778  | 0,79% |
| 50123 | Lívia Duarte (PSOL)             | 5.599  | 0,77% |
| 77123 | Igor Andrade (SD)               | 5.588  | 0,76% |
| 25123 | Fabrício Gama (DEM)             | 5.224  | 0,72% |
| 13613 | Lívia Caminha (PT)              | 4.874  | 0,67% |
| 19111 | Renan Normando (PODE)           | 4.844  | 0,66% |
| 36444 | Lulu das Comunidades (PTC)      | 4.657  | 0,64% |
| 20000 | Dinelly (PSC)                   | 4.618  | 0,63% |
| 40222 | Fábio Souza (PSB)               | 4.557  | 0,62% |
| 40111 | Gleisson Oliveira (PSB)         | 4.417  | 0,60% |
| 50050 | Fernando Carneiro (PSOL)        | 4.304  | 0,59% |
| 90800 | Roni Gas (PROS)                 | 3.833  | 0,52% |
| 23000 | Matheus Cavalcante (Cidadania)  | 3.647  | 0,50% |
| 11123 | Emerson Sampaio (PP)            | 3.536  | 0,48% |
| 55112 | Dona Neves (PSD)                | 3.268  | 0,44% |
| 13611 | Amaury da APPD (PT)             | 3.177  | 0,43% |
| 65677 | Altair Brandão (PCdoB)          | 3.088  | 0,42% |
| 51123 | Pastora Salete (Patriota)       | 2.976  | 0,41% |
| 12345 | Allan Pombo (PDT)               | 2.860  | 0,39% |
| 19555 | Miguel Rodrigues (PODE)         | 2.598  | 0,32% |
| 51234 | Josias Higino (Patriota)        | 2.364  | 0,32% |